# Hoa Học Trò
Hoa Học Trò (còn gọi là H2T, HHT) là ấn phẩm của báo Tiền phong, là tờ báo dành cho lứa tuổi thanh thiếu niên. Số đầu tiên của Hoa Học Trò bắt đầu phát hành từ ngày 15 tháng 10 năm 1991, dưới sự hỗ trợ của Đoàn Thanh niên Cộng sản Hồ Chí Minh.

## Lịch sử
Vào ngày 15 tháng 10 năm 1991, Hoa Học Trò phát hành số báo đầu tiên, mỗi tháng ra một kỳ. Lúc đó, phần thiết kế của báo vẫn còn khá đơn giản với một vài mục như.Thơ, Truyện cười,...
Tháng 9 năm 1993, HHT tăng lên hai kỳ một tháng, sau đó phát hành hàng tuần kể từ năm 1995.  Tháng 10 năm 1998, trên cơ sở quy hoạch báo chí của Trung ương Đoàn Thanh niên Cộng sản Hồ Chí Minh, báo Sinh viên Việt Nam chính thức ra mắt. Hoa Học Trò tách khỏi báo Thiếu niên Tiền phong và trở thành tuần san của báo Sinh viên Việt Nam kể từ đó.
Cho đến số thứ 100, Hoa Học Trò đã được cải tiến với nhiều mục báo phong phú hơn, đặc biệt là về các tin tức giải trí trong nước và nước ngoài. Trở thành một trong những tờ báo được thanh niên đón đọc và yêu thích nhất. Từ năm 2006 trở đi, Hoa Học Trò đã chú trọng về việc thiết kế trang báo, hình ảnh, tin tức,...
Ngoài ra, Hoa Học Trò còn tổ chức nhiều chương trình như Tôi làm ngôi sao (Make Me A Superstar), HHT Icon hay chương trình ca nhạc H2Teen Concert vào năm 2011 được đông đảo khán giả tham gia. Nhiều kì báo được phát hành đính kèm các album đĩa nhạc, ảnh khổ lớn hay các cuộc thi bốc thăm trúng thưởng dành cho các độc giả... Cuộc thi ảnh bìa Ngôi sao mùa hè diễn ra mỗi năm, thu hút đông đảo lượng độc giả tham gia và bình chọn.
Ngày 19 tháng 2 năm 2020, báo Sinh viên Việt Nam được sáp nhập vào báo Tiền Phong, Hoa Học Trò chính thức trở thành ấn phẩm của báo Tiền Phong.

### Các Tổng Biên tập
- Nguyễn Phong Doanh (1991–2005)[5]
- Đoàn Công Huynh (2005–2008)
- Nguyễn Huy Lộc (2008–2020)[6][7]

## Các ấn phẩm khác
- Trà sữa cho tâm hồn: Các truyện ngắn dành cho tuổi trẻ, phát hành thứ tư đầu tháng
- Thiên Thần Nhỏ: Dành cho độc giả từ 9-13 tuổi với các thông tin học đường, giải trí, ra thứ hai cách tuần
- Chuyên đề 2!: Giải trí và phong cách sống cho giới trẻ, ra ngày 1 và 15 hàng tháng. Hiện nay vẫn đang còn xuất bản định kỳ.